# Helgeandsholmen

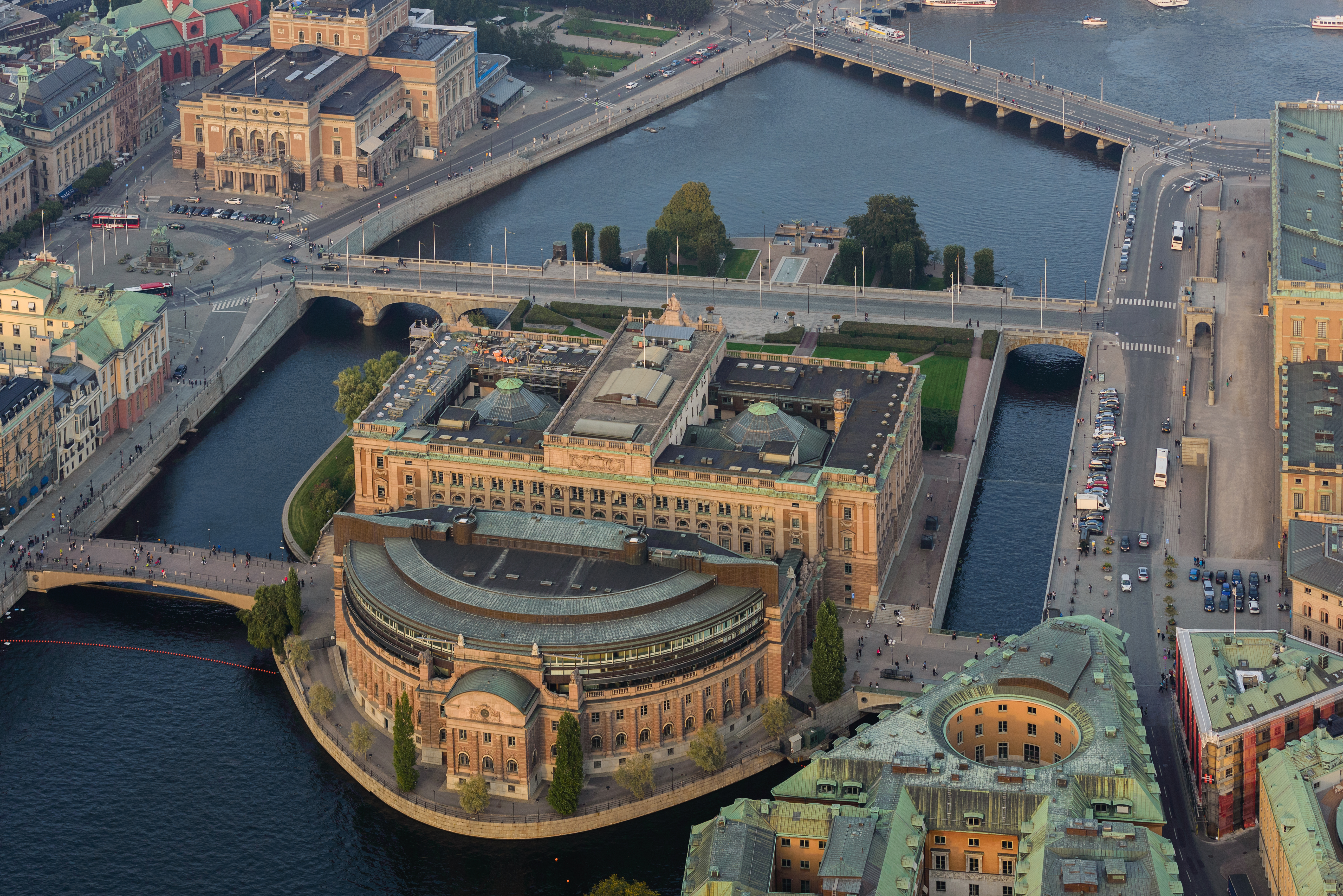
Helgeandsholmen od strony północnej i budynek Riksdagu

Helgeandsholmen – mała wysepka w centralnym Sztokholmie. 
Jest zlokalizowana na północ od Stadsholmen i na wschód od Strömsborg, z którymi, razem z Riddarholmen, składa się na Gamla stan. Wyspa jest połączona z sąsiednimi wyspami przez trzy mosty: Riksbron, Stallbron i Norrbro.
Na Helgeandsholmen mieści się budynek szwedzkiego parlamentu i Muzeum Średniowiecznego Sztokholmu.